# Liste des monuments nationaux de La Guajira
Cet article liste les monuments nationaux de La Guajira, en Colombie. Au 25 septembre 2013, neuf monuments nationaux étaient recensés dans ce département, dont le Parc national de la Sierra Nevada de Santa Marta qui s'étend également sur les départements de Cesar et du Magdalena.

## Listes

### Patrimoine matériel
| Code national | Monument | Municipalité(s)    | Adresse | Coordonnées                         | Date | Illustration                          |
| ------------- | --- | ------------------ | ------- | ----------------------------------- | ---- | ------------------------------------- |
|               | Site sacré Jaba Tañiwashkaka, exploitaion Laloa, El Prado, La María, El Chocho dans le secteur de La Puntica | Dibulla            |         | à géolocaliser                      | 2012 | Image manquante Téléverser            |
|               | Église coloniale d'El Molino                                                                                 | El Molino          |         | à géolocaliser                      | 2004 | Image manquante Téléverser            |
|               | Cathédrale Notre-Dame de los Remedios                                                                        | Riohacha           |         | 11° 33′ 06″ nord, 72° 54′ 33″ ouest | 1948 | Cathédrale Notre-Dame de los Remedios |
|               | Maison de la Culture Luis Antonio Robles                                                                     | Riohacha           |         | à géolocaliser                      | 2011 | Image manquante Téléverser            |
|               | Maison de la Culture Monseigneur Manuel Antonio Dávila                                                       | San Juan del Cesar |         | à géolocaliser                      | 1998 | Image manquante Téléverser            |
|               | Église San Rafael Arcángel                                                                                   | San Juan del Cesar |         | à géolocaliser                      | 2003 | Image manquante Téléverser            |
|               | Église Saint-François-d'Assise                                                                               | San Juan del Cesar |         | à géolocaliser                      | 2003 | Image manquante Téléverser            |

### Patrimoine immatériel
| Code national | Monument                                                        | Municipalité(s)      | Adresse | Coordonnées    | Date | Illustration               |
| ------------- | --------------------------------------------------------------- | -------------------- | ------- | -------------- | ---- | -------------------------- |
|               | Système normatif Wayuu, appliqué par le Pütchipü’üi (palabrero) | Péninsule de Guajira |         | à géolocaliser | 2004 | Image manquante Téléverser |

### Patrimoine naturel
| Code national | Monument                                         | Municipalité(s) | Adresse | Coordonnées                         | Date | Illustration                                     |
| ------------- | ------------------------------------------------ | --- | ------- | ----------------------------------- | ---- | ------------------------------------------------ |
|               | Parc national de la Sierra Nevada de Santa Marta | S'étend sur 3 départements : - Riohacha (LAG) - San Juan del Cesar (LAG) - Valledupar (CES) - Santa Marta (MAG) - Ciénaga (MAG) - Aracataca (MAG) - Fundación (MAG) |         | 10° 52′ 00″ nord, 73° 43′ 00″ ouest | 1977 | Parc national de la Sierra Nevada de Santa Marta |